# Tom Svensson
Tom Haugaard Svensson, född 1965 i Danmark, är en dansk-svensk fotograf. Han bor i Fjällbacka.
Tom Svensson har skrivit böcker om starkt hotade arter som t.ex. svarthuvad lejontamarin i Brasilien och vita lejon i Afrika. Ola Jennersten är medförfattare och fotograf till boken Vid vägs ände som handlar om tjuvjakt och illegal handel med djur. Boken blev utvald till Årets Pandabok 2017. Tom Svensson har också arbetat med artbevarande på Nordens Ark. Han föreläser om hotade arter och om hur man som enskild aktivt kan bidra till bevarandet av dem. Tom Svensson var även medlem i Naturfotograferna /N, tidigare medlem i den japanska organisationen The International Environment Photographers Association, IEPA, samt Ambassadör för World Animal Protection.
Han är även Ambassadör för Manfrotto